# Mediacrație
Mediacrația se referă la situația în care, într-un stat, mass-media ajunge să dețină controlul asupra publicului votant. Mediacrația este strâns legată de o teorie cu privire la rolul mass-mediei în sistemul politic din Statele Unite ale Americii, care susține că instituțiile de presă exercită o mare influență asupra felului în care problemele politice și candidații sunt evaluați de către alegători. Mass-media posedă astfel un control real asupra politicii din Statele Unite ale Americii.

## Circumstanțe
Termenul de „mediacrație" a fost inventat în 1974 de către scriitorul și comentatorul politic Kevin Phillips, care a folosit termenul în titlul cărții sale Mediacracy: American Parties and Politics in the Communications Age (Mediacrația: Partidele americane și politica în era comunicației). De atunci, conceptul a câștigat popularitate și este utilizat de către politologi și cercetători deopotrivă, pentru a discuta despre impactul mass-mediei, atât asupra comportamentului de votare, cât și asupra tendințelor culturale. Recent, termenul a cunoscut o renaștere datorită lucrărilor economistului și autorului Fabian Tassano. În cartea sa Mediocracy: Inversions and Deceptions in an Egalitarian Culture (Mediocracția: Inversiuni și Decepții într-o Cultură Egalitară) Tassano susține că „prostirea” mass-mediilor populare, alăturată creșterii obscurității în discursul academic, duce la o societate care are aspectul de egalitarism, dar care în cele din urmă este o societate condusă doar de elite. Ca o reflecție a acestui fapt, termenul mediacrație este de obicei însoțit de comentarii negative la adresa adevăratei naturi a mass-mediei în Statele Unite, împreună cu obiectivele și dorințele mass-mediei ca un întreg.

## Cauze posibile
Există trei principale cauze posibile pentru creșterea influenței mass-mediei asupra alegerilor, fiind o combinație de diferite teorii privind influența culturală a mass-media și reformele populiste democratice recente din sistemul politic American. Susținătorii teoriei afirmă că, atunci când sunt luate împreună, aceste cauze arată într-adevăr că mass-media are o mare influență asupra politicii în Statele Unite, trasând o legătură între puterea de sugestie a mass-mediei asupra opiniei publice și puterea crescută pe care opinia publică o are în ceea ce îi privește pe cei aleși în funcție . Aceste posibile cauze includ, dar nu sunt limitate la:

### Manipularea obiectivelor publice
Manipularea obiectivelor publice se referă la abilitatea mass-mediei de a influența importanța anumitor probleme din programul public. Pe scurt, atenția acordată mai mult sau mai puțin unei anumite probleme va duce la considerarea problemei mai mult sau mai puțin importantă de către audiență.  Teoria manipulării obiectivelor politice a fost expusă amănunțit de către Dr. Max McCombs și Dr. Donald Shaw în studiul acestora efectuat  asupra alegerilor prezidențiale din 1968  desfășurat la Chapel Hill, în Carolina de Nord. McCombs și Shaw au făcut un sondaj printre 100 de locuitori din comunitatea Chapel Hill, și au găsit o corelație puternică între ceea ce considerau oamenii a fi cea mai importantă problemă a alegerilor, și ceea ce canalele locale și naționale de mass-media raportau ca fiind cea mai importantă problemă a alegerilor. Acesta a fost un studiu de referință care a expus legătura dintre importanța unei probleme afișată în conținuturile mass-media și importanța corespunzătoare acelei probleme din mintea alegătorilor.
Începând cu anul 2005, peste 400 de studii au discutat existența manipulării obiectivelor publice, și chestiunea rămâne relevantă în studiul sistemului politic american.

### Întâietatea
Întâietatea, într-un context politic, este o teorie care afirmă că mass-media atrage atenția asupra anumitor probleme în detrimentul altora, alterând astfel standardele conform cărora judecăm candidații în cadrul alegerilor. Întâietatea este adesea folosită împreună cu stabilirea programului de către mass-media, și luarea împreună a celor două concepte contribuie la o înțelegere deplină a gradului de influență pe care îl are mass-media asupra publicului votant. Această teorie își are originea în lucrarea cercetătorilor Iyengar, Peters și Kinder, Experimental Demonstrations of the "Not-So-Minimal" Consequences of Television News Programs (Demonstrații Experimentale ale Consecințelor "nu chiar atât de minore" ale Programelor de Știri de la Televizor), publicată în ediția din 1982 a revistei The American Political Science Review.  Iyengar, Peters, și Kinder argumentează faptul că, din cauza mass-mediei, care a atras atenția asupra anumitor probleme mai mult decât asupra altora, s-au setat parametrii deciziilor politice luate de către alegători.
Dacă întâietatea este adesea neintenționată, studiul din 1982 al lui Iyengar, Peters și Kinder analizează cum întâietatea intenționată poate modela evaluările publice despre candidați și oficialii aleși. Cercetătorii au examinat cum importanța acordată anumitor subiecte a afectat evaluarea Președintelui Jimmy Carter de către alegători, și au găsit dovezi care să afirme existența atât a manipulării obiectivelor publice, cât și a întâietății. Iyengar și ceilalți au demonstrat efectele manipulării obiectivelor publice, găsind o corelație între atenția acordată anumitor subiecte politice și importanța acelor subiecte pentru publicul votant când a fost evaluat Președintele. Cercetătorii au găsit apoi dovezi ale întâietății, descoperind o legătură între acele standarde stabilite și rezultatele evaluării Președintelui Carter de către alegătoril.
Susținătorii teoriei mediacrației fac adesea referire la acest fenomen comun ca fiind dovada că mass-media deține o bună parte din controlul asupra electoratului.

### Reformele populiste în democrația americană
De-a lungul celei de-a doua jumătăți a acestui secol, au existat câteva reforme care au dus la o schimbare a controlului asupra selecției candidaților, de la elitele partidului la publicul votant. Thomas Patterson a analizat această schimbare, și corelația acesteia cu influența politică crescândă a mass-mediei, în cartea sa Out of order (Scos din uz). Din 1960 până în 1980, numărul delegaților din ambele partide a crescut cu mai mult de jumătate, ajungând de la 20% la 71% de partea democraților, și de la 35% la 69% de partea republicanilor . De asemenea, din 1960 până în 2004, s-a dublat numărul statelor ce organizează competiții inițiale (care favorizeză opinia publicului) în loc de întâlniri preelectorale (care favorizează elitele partidelor). Patterson argumentează că această schimbare a consolidat indirect influența mass-mediei, despre care s-a dovedit că are o mare putere de sugestie asupra aprecierilor candidaților de către alegători, și ca atare, presa stăpânește în mare măsură sistemul politic american, în ciuda nivelurilor scăzute de răspundere politică.

## Efecte posibile
Majoritatea cercetătorilor care dezbat teoria mediacrației sunt de acord că deținerea controlului în sistemul politic american de către mass-media ar conduce, în cel mai bun caz, la declinul obiectivității și raționalității informațiilor distribuite în domeniul politicii, și, în cel mai rău caz, la o societate controlată de proprietarii marilor conglomerate mass-media. Totuși, este important să ne amintim că teoria mediacrației, așa cum este dezbătută la scară mare, este însoțită de ipoteze negative în legătură cu adevărata față a mass-mediei în Statele Unite, fapt care influențează predilecțiile pe care le fac cercetătorii despre viitor. 
Paul Kurtz argumentează că trendurile actuale ale mass-mediei, care accentuează senzaționalismul, tind să atragă cel mai mic numitor comun, ceea ce ar contribui la scăderea nivelului educației și al gândirii cognitive reflexive a consumatorilor de media.  Kurtz afirmă de asemenea că această consolidare a creșterii mass-mediei dăunează diversității opiniilor în societate, și că accentul conglomeratelor mass-media pus pe maximizarea profitului va duce la controlul agenților de publicitate asupra informației obținute prin intermediul mass-mediei. Acest punct de vedere are o mare rezonanță pentru Fabian Tassano, care continuă să speculeze că, în cele din urmă, o elită privilegiată de cetățeni informați vor deține controlul asupra societății. 

## Controverse
Principala plângere la adresa teoriei mediacrației este că cercetătorii care o susțin supraestimează cu mult efectele influenței mass-mediei. Sharon Meraz argumentează în studiul ei The fight for 'how to think': Traditional media, social networks, and issue interpretation (Lupta de a gândi: Mass-media tradițională, rețelele de socializare și interpretarea problemelor), că din cauza creșterii fragmentării controlului informației în epoca Internetului, s-a ajuns la "o influență scăzută a mass-mediei tradiționale și de elită ca singura putere de influențare a interpretării problemelor în cadrul mediilor politice conectate la rețea."În studiul ei, Merez arată în mod eficient că noile tehnologii au redus puterea mass-mediei de elită, ducând la scăderea nivelului hegemonic de control, care este punctul central al teoriilor majorității susținătorilor mediacrației.  Încă nu am determinat dacă această schimbare este una permanentă, sau un rezultat temporar al noii tehnologii, care va fi în cele din urmă co-optat de către elitele mass-media.